# Politica Belgiei
Politica Belgiei funcționează în cadrul unei monarhii constituționale parlamentare bazată pe principiul democrației reprezentative. Șeful statului este Regele, din 1993 acesta este Albert al II-lea. Prim ministrul este șeful guvernului, care deține puterea executivă într-un sistem pluri-partid. Puterea legislativă federală aparține atât guvernului cât și celor două camere ale parlamentului: Senatul și Camera Reprezentanților. Federația este formată din comunități culturale și politice, și regiuni teritoriale.
Contextul istoric particular a făcut ca organizarea politică belgiană să fie foarte complexă. În secolul al XIX-lea, elita politică și economică majoritar francofonă în întreaga țară a neglijat sistematic populația flamandă. Mișcarea de emancipare flamandă de la sfârșitul secolului XIX și începutul secolului XX a apărut pentru a contracara această situație. La sfârșitul celui de al doilea război mondial comunitățile francofone și neerlandofone au marcat politica statului prin tendințele pronunțate de autonomie. Tensiunile intracomunitare au crescut iar unitatea statului a ajuns să fie pusă în discuție. Începând din anii 1970 o serie de reforme instituționale au transformat statul unitar într-un stat federal cu trei nivele de guvernare, menite să asigure un compromis care minimizează tensiunile lingvistice, culturale și economice. Politica este puternic influențată de grupuri de lobby ca de exemplu sindicate sau organizații profesionale și patronale. Regula majorității simple este precedată ca importanță de un proces de co-decizie politică în care minoritatea se bucură de protecție prin intermediul majorității speciale (2/3 din voturile totale + majoritatea voturilor în fiecare din cele două comunități importante). 

## Evoluții recente
O serie de guverne creștin-democrate începută în 1958 a fost întreruptă în 1999 ca urmare a unui scandal major de contaminare cu dioxină. O coaliție între liberali, social-democrați și ecologiști a fost formată sub conducerea lui Guy Verhofstadt care până în 2007 a reușit să implementeze o serie de reforme importante, a menținut un buget echilibrat și a programat o renunțare la energia nucleară. Pe plan nternațional guvernul a avut o politică de diplomație activă în Africa și s-a opus Războiului din Irak. În iunie 2007 coaliția guvernamentală a pierdut alegerile, moment care a marcat debutul unei crize politice importante. În decembrie 2007 a fost realizat un compromis ce a însemnat formarea unui guvern provizoriu sub conducerea fostului prim ministru, guvern care a făcut tranziția (pe data de 23 martie 2007) spre un guvern format de creștin-democratul flamand Yves Leterme, câștigătorul ultimelor alegeri. După demisia acestuia, în decembrie 2008, prim ministru a fost desemnat Herman Van Rompuy.

## Constituția
Constituția Belgiei este legea fundamentală a sistemului politic belgian. Constituția  a fost adoptată la data de 7 februarie 1831. Prima revizuire majoră a avut loc în 1970 când a fost recunoscută necesitatea reorganizării instituționale a statului unitar ca urmare a dezvoltării situației conflictuale dintre comunitățile flamande și francofone. Diferențele comunitare și regionale au fost recunoscute iar această revizuire a încercat reconciliereea acestora prin intermediul devoluării unor atribuții către comunități și regiuni. În 1993 constituția a fost din nou revizuită odată cu adoptarea pachetului de legi ce definește sistemul federal. 

## Puterea executivă

### Regele
Regele Belgienilor (neerlandeză Koning der Belgen, franceză Roi des Belges, germană König der Belgier) este șeful constituțional al statului. Monarhia este ereditară, titularul poziției fiind numit pe viață după decesul predecesorului. Rolul și îndatoririle Regelui sunt înscrise în Constituție și în legile introduse de aceasta. 
Ca șef al statului, Regele are un rol ceremonial și simbolic. Principala atribuție politică este de a propune formarea guvernului unui lider politic după desfășurarea unor alegeri sau ca urmare a demisiei guvernului. Regele face porpunerea în urma consultării cu o comisie de informare, ce are rolul de a consulta toți actorii politici. Regele este văzut de asemenea ca un personaj unificator ce reprezintă identitatea națională comună belgiană. 
Actualul monarh, Albert II, i-a succedat fratelui său, Baudouin I, care a decedat la data de 31 iulie, 1993. Albert a depus jurământul pentru a deveni rege la data de 9 august, 1993.

### Guvernul federal
Guvernul federal este format din miniștri și secretari de stat ce reprezintă partidele politice ce formează coaliția de guvernământ. În mod formal miniștrii sunt numiți de Rege, iar numărul acestora este limitat la 15, numărul miniștrilor neerlandofoni și francofoni fiind egal conform Constituției. Miniștrii nu sunt membri ai parlamentului, dar aceștia trebuie să răspundă pentru acțiunile lor în fața Parlamentului.
Belgia fiind un stat federal, puterea executivă este distribuită între guvernul federal și guvernele regionale și comunitare. Guvernul federal păstrează autoritatea asupra chestiunilor comune: justiția, apărarea, poliția federală, energia nucleară, politica monetară, datoria publică, securitatea socială și controlează o parte importantă a finanțelor publice, sistemului de sănătate și a politicii internaționale. Poșta și Societatea de căi ferate sunt companii naționale deținute de stat, care sunt în responsibilitatea guvernului federal. Guvernul federal este responsabil de obligațiile Belgiei în cadrul UE și a OTAN.

### Guvernele comunitare și regionale
Comunitățile își exersează autoritatea în cadrul unui teritoriu bine definit de frontiere lingvistice. Inițial competențele acestora erau legate de chestiunile lingvistice: educație, cultură, media și utilizarea limbii. Treptat acestora le-au fost devoluate alte competențe care nu sunt direct legate de chestiunile lingvistice: sănătate (medicină generală și preventivă), asistență a indivizilor (protecția tinerilor, ajutor acordat familiilor, servicii de asistență a imigranților, etc.).
Regiunile au autoritate în chestiuni legate de teritoriu. Acestea includ economia, agricultura, lucrări publice, energie, transport, politica de gestionare a apei, a mediului, a locuințelor, planificarea orașelor și regională, conservarea naturii și comerțul exterior. Regiunile supraveghează provinciile, comunele și companiile de utilități intercomunale.
Fiecare Comunitate și Regiune are propria adunare legislativă și propriul guvern. Regiunea Capitalei Bruxelles este oficial bilingvă, ambele Comunități majore exersându-și autoritatea pe teritoriul acesteia, pentru chestiunile comunitare comune existând o Comisie Comunitară Comună. Viziunile diferite ale celor două Comunități majore se reflectă în structura particulară a instituțiilor oficiale federale. În Flandra Comunitatea și Regiunea au fuzionat, în timp ce Comunitatea franceză s-a limitat doar la devoluare unor competențe către Regiuni.  Astfel federalismul este asimetric, instituțiile echivalente din Regiuni diferite neavând aceleași puteri. Conflictele dintre diferitele corpuri instituționale ale structurii federale sunt rezolvate de către Curtea Constituțională a Belgiei. 
În 2008 șeii guvernelor regionale sunt:
- Ministrul-Președinte al Guvernului Flamand (Regiune+Comunitate): Kris Peeters (CD&V)
- Ministrul-Președinte al Guvernului Comunității franceze: Marie Arena (PS)
- Ministrul-Președinte al Guvernului Regiunii Valonia: Rudy Demotte (PS)
- Ministrul-Președinte al Guvernului Regiunii Capitalei Bruxelles: Charles Picqué (PS)
- Ministrul-Președinte al Guvernului Comunității germanofone: Karl-Heinz Lambertz (SP)

## Puterea legislativă
Parlamentul federal este bicameral, format din Senat (neerlandeză Senaat, franceză Sénat, germană Senat) și Camera Reprezentanților (neerlandeză Kamer van Volksvertegenwoordigers, franceză Chambre des Représentants, germană Abgeordnetenkammer). Senatul este format din 40 de membri aleși, 21 de reprezentanți ai comunităților și 10 membri cooptați. Membrii majori ai familiei regale care sunt în lista de succesiune la tron sunt senatori de drept, dar aceștia în practică nu își exprimă dreptul de vot. Senatul are competențe în chestiuni pe termen lung și are drept de vot identic cu Camera în chestiuni constituționale și de ratificare a tratatelor internaționale. Camera Reprezentanților (camera inferioară) este formată din 150 de reprezentanți aleși în 11 arondismente electorale, prin vot proporțional. Este componenta "politică" a parlamentului, camera cere discută și votează majoritatea legilor, bugetul și acordă (sau retrage) încrederea în guvern.

## Puterea judecătorească
Sistemul juridic este bazat pe dreptul civil și își are originile în Codul Napoleonian. Tribunalele civile și penale sunt organizate pe trei niveluri, Curtea de Casație (neerlandeză Hof van Cassatie, franceză Cour de Cassation, germană Kassationshof) fiind instanța supremă. Curtea supremă administrativă este Consiliul de Stat (neerlandeză Raad van State, franceză Conseil d'État, germană Staatsrat). Curtea Constituțională a Belgiei (neerlandeză Grondwettelijk Hof, franceză Cour constitutionelle, germană Verfassungsgerichtshof) are autoritatea de a decide constituționalitatea legilor și are rol de arbitru între instituțiile federale.

## Partide
Din anii 1970 în Belgia nu mai există partide politice naționale, acestea divizându-se pentru a reprezenta interesele politice și culturale ale comunităților. Principalele partide din fiecare comunitate reprezintă trei grupuri politice importante: Liberalism de dreapta, Creștini-Democrați conservatori și social-democrați de stânga. O serie de partide au reușit să obțină o reprezentativitate semnificativă începând cu jumătatea secolului trecut organizate pe teme naționaliste, lingvistice și de mediu. 
Principalele partide politice sunt:
- Flamanzii Liberali și Democrați (VLD)
- Mișcarea Reformatoare (MR)
- Partidul Flamand Creștin-Democrat (CD&V)
- Centrul Democrat Umanist (cdH))
- Partidul Socialist - Diferit (Sp.a)
- Partidul Socialist (PS)
- Partidul Creștin-Social (CSP)
- Noua-Alianță Flamandă (N-VA)
- Spirit
- Verzi!
- Ecolo
- Interesul Flamand
- Frontul Național

### Alegeri
Alegerile se desfășoară pe baza votului porporțional în circumscripții, locuire fiind atribuite prin Metoda lui Hondt. Acest lucru face spectrul politic să fie împărțit între mai multe partide inclusiv la nivel regional, coalițiile fiind necesare pentru formarea guvernului. Cu câteva luni înainte de alegeri fiecare partid propune o listă de candidați pe circumscripție. Campania electorală durează aproximativ o lună, cheltuielile și utilizarea afișelor electorale fiind strict reglementate. 
Votul este obilgatoriu pentru toți cetățenii belgieni. Cetățenii belgieni rezidenți în afara țării trebuie să se înscrie pe liste electorale pentru a putea vota. Votul prin corespondență este posibil. Cetățenii Uniunii Europene rezidenți în Belgia au dreptul de a participa la alegerile locale și europene, atât ca și electori c^t și ca și candidați. Electorii au cinci opțiuni de vot:
- Vot pentru o listă întreagă;
- Vot pentru un candidat individual, indiferent de poziția acestuia pe listă ("vot preferențial"), însă nu pentru candidați de pe liste diferite;
- Vot pentru unul sau mai mulți înlocuitori;
- Vot pentru unul sau mai mulți candidați individuali sau înlocuitori;
- Vot gol.

Alegerile federale au loc din 4 în 4 ani, în cazul în care nu are loc o dizolvare a parlamentului. Alegerile comunitare, regionale și europene au loc la fiecare cinci ani. Alegerile locale și provinciale au loc la fiecare șase ani. Ultimele alegeri locale au avut loc în 2006, ultimele alegeri federale au avut loc în 2007 iar alegerile regionale, comunitare și europene următoare vor avea loc în 2009.

## Sindicate
Belgia este o țară cu sindicate puternice, sindicatele având o influență puternică în politică. Aproximativ 53% din angajați din sectorul privat și public sunt membrii de sindicate. Acestea își exprimă punctele de vedere în diverse domenii cum ar fi educația, finanțele publice, cheltuielile militare, protecția mediului, etc. Principalele organizații sindicale sunt Confederația Sidicatelor Creștine (CSC/ACV) (1.705.000 membrii), Federația Generală a Muncii Belgiană (1.198.000 membrii) and și Confederația Generală a Sindicatelor Liberale din Belgia (CGSLB/ACLVB) (230.000 membrii).

## Organizații Internaționale
Belgia este membră a următoarelor organizații: ACCT, AID, AIE, AIEA, Australia Group, BAfD, BAsD, BEI, Benelux, BERD, BID, BIRD, BIS, CAI, CCI, CE, CERN, CIO, CISL, CMM, Comitetul Zangger, CPEA, CPI, Crucea Roșie, ESA, FIDA, FMI, G-9, G-10, Inmarsat, Intelsat, Interpol, NEA, NSG, OEA(Observator), OCED, OHI, OIAC, OIM, OIMg, OIS, OMC, OMI, OMM, OMPI, OMS, ONU, OTAN, OSCE, SFI, UE, UEM, UIT, UNCTAD, UNECE, UNESCO, UNFAO, UNHCR, UNIDO, UNMIK, UNMOGIP, UNMOP, UNRWA, UNTSO, UPU, UVE, WCO